# Tinchebray-Bocage
Tinchebray-Bocage is een Franse gemeente in het departement Orne in de regio Normandië. De gemeente werd op 1 januari 2015 gecreëerd na een fusie van de voormalige gemeente Tinchebray met zes aangrenzende plaatsen. Tinchebray-Bocage telde op 1 januari 2022 4.850 inwoners en maakt deel uit van het arrondissement Argentan.

## Geschiedenis
De gemeente ontstond op 1 januari 2015 door de fusie van de voormalige gemeenten Beauchêne, Frênes, Larchamp, Saint-Cornier-des-Landes, Saint-Jean-des-Bois, Tinchebray en Yvrandes.

### Tinchebray
In 1106 vond hier de Slag bij Tinchebrai plaats.

## Geografie
De oppervlakte van Tinchebray-Bocage bedroeg op 1 januari 2022 26,52 vierkante kilometer; de bevolkingsdichtheid was toen 182,9 inwoners per km².
De onderstaande kaart toont de ligging van Tinchebray-Bocage met de belangrijkste infrastructuur en aangrenzende gemeenten.

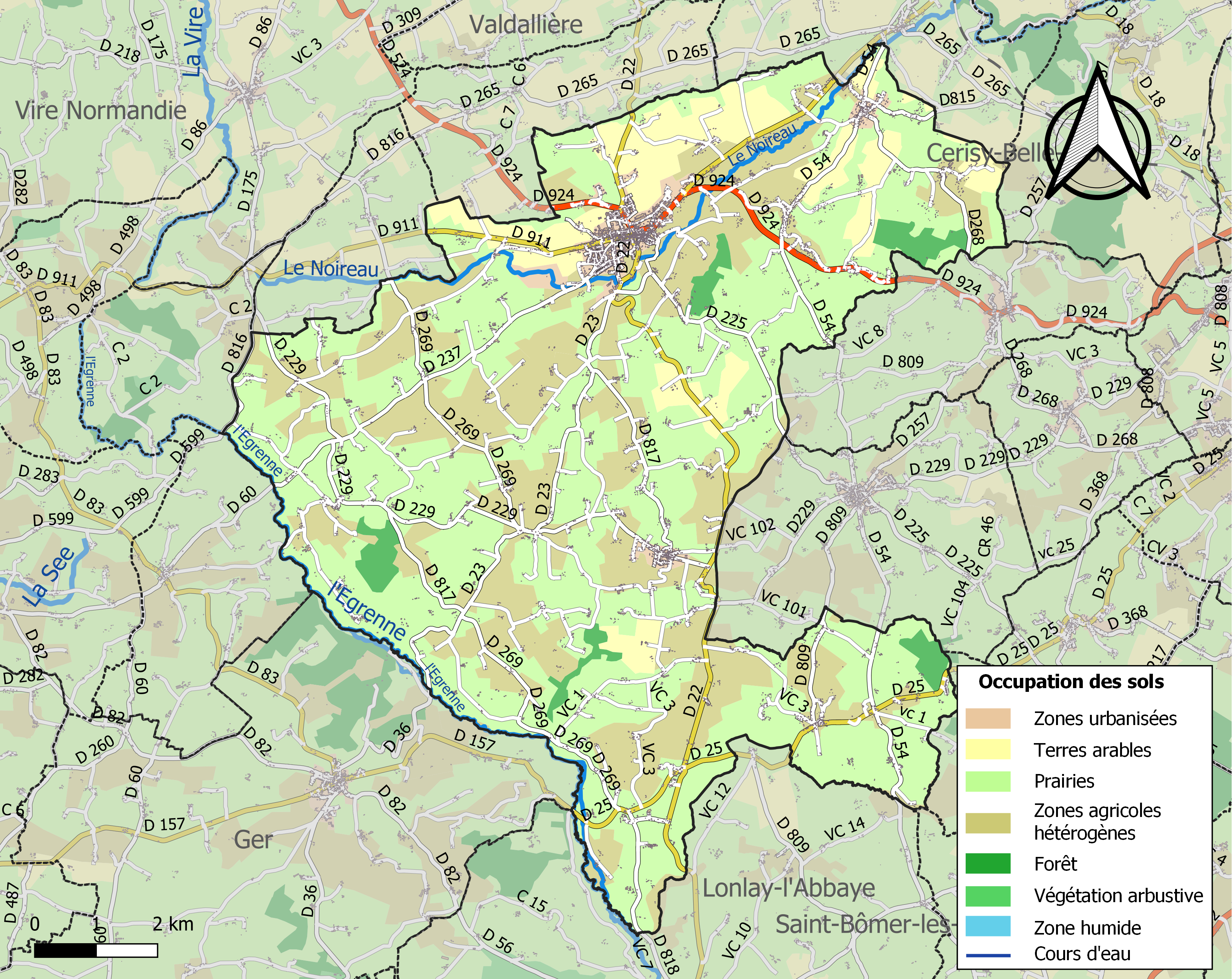

## Demografie
Onderstaande figuur toont het verloop van het inwonertal (bron: INSEE-tellingen).